# Eddie Jemison
Eddie Jemison (New Orleans, 25 novembre 1963) è un attore statunitense.

## Carriera
Jemison ha recitato nella commedia Una settimana da Dio con Jim Carrey e Jennifer Aniston. Precedentemente aveva già recitato nel film di Steven Soderbergh Ocean's Eleven - Fate il vostro gioco e successivamente ripreso nel suo ruolo di ladro nervoso anche nei seguiti Ocean's Twelve e Ocean's Thirteen.
Jemison aveva già lavorato con Soderbergh nel thriller diretto nel 1996 Schizopolis, nella sua carriera troviamo recitazioni anche nei film Relic - L'evoluzione del terrore, Junk, One Way Glass, March in the Windy City e Pizza Wars.
Jemison è stato anche personaggio principale nella serie TV della HBO Hung - Ragazzo squillo, inoltre ha partecipato a numerose altre serie Tv, tra cui: NCIS (serie televisiva), CSI: Scena del crimine, The Guardian, The Closer, Six Feet Under, Citizen Baines, Scrubs: Medici ai primi ferri, Gli intoccabili e Ultime dal cielo; è apparso varie volte nel talk show Late Night with David Letterman.
Jemison è un veterano della scena teatrale di Chicago. La sua carriera include The Wizards of Quiz al National Jewish Theatre, Only Kidding al Wisdom Bridge Theatre, Loot al Tulane Repertory, Canto di Natale al Goodman Theatre, Talking to Myself and Holiday Memories al Northlight Theatre e T Bone N Weasel al Victory Gardens. Jemison si è anche esibito in I due gentiluomini di Verona e Come vi piace al Chicago Shakespeare Theater.

## Filmografia parziale
- Schizopolis (1996)
- Relic - L'evoluzione del terrore (1997)
- March in Windy City (1998) (TV)
- Ocean's Eleven - Fate il vostro gioco (2001)
- Una settimana da Dio (2003)
- The Punisher (2004)
- Ocean's Twelve (2004)
- NCIS - Unità anticrimine (NCIS) – serie TV, episodi 3x21-15x22 (2006-2018)
- Waitress - Ricette d'amore (2007)
- Ocean's Thirteen (2007)
- Nancy Drew (2007)
- The Informant! (2009)
- Ingenious (2009)
- Dietro i candelabri (Behind the Candelabra), regia di Steven Soderbergh - film TV (2013)
- Grey's Anatomy – serie TV, episodi 9x15-9x16 (2013)
- Veronica Mars - Il film (Veronica Mars), regia di Rob Thomas (2014)
- iZombie (2015)
- Rizzoli & Isles – serie TV, episodio 6x06 (2015)
- Magnum P.I. - serie TV, episodio 5x08 (2023)

## Doppiatori italiani
Nelle versioni in italiano delle opere in cui ha recitato, Eddie Jemison è stato doppiato da:
- Luigi Ferraro in Ocean's Eleven - Fate il vostro gioco, Ocean's Twelve, Waitress - Ricette d'amore, Ocean's Thirteen, Nancy Drew, iZombie, Chicago Med
- Nanni Baldini in The Punisher, CSI: Miami (ep. 1x15)
- Corrado Conforti in CSI - Scena del crimine (ep. 2x18)
- Franco Mannella in CSI - Scena del crimine (ep. 10x15)
- Edoardo Nevola in The Closer
- Fabrizio Manfredi in The Informant!
- Giulio Pierotti in NCIS - Unità anticrimine (ep.  3x21)
- Stefano Oppedisano in NCIS - Unità anticrimine (ep. 15x22)
- Luigi Scribani in CSI: Miami (ep. 9x16)
- Mino Caprio in Hung - Ragazzo squillo
- Marco Guadagno in Criminal Minds
- Marco Mete in Grey's Anatomy
- Manfredi Aliquò in Rizzoli & Isles
- Luca Dal Fabbro in Magnum P.I.
- Roberto Gammino in Piccoli brividi
- Roberto Fidecaro in 9-1-1